# Never Look Back (Goldfinger)
Never Look Back è l'ottavo album in studio del gruppo musicale statunitense Goldfinger, pubblicato nel 2020.

## Tracce
1. Infinite – 2:25
2. The City – 3:19
3. Wallflower – 2:23
4. California on My Mind – 2:50
5. Nothing to Me – 1:51
6. Good Guy – 2:35
7. The Best Life – 3:22
8. Careful What You Wish For (featuring Monique Powell) – 2:51
9. Cannonball – 2:48
10. Golden Days – 3:03
11. Dumb – 2:56
12. Standing on the Beach – 3:05

## Formazione
- John Feldmann - voce, chitarra
- Charlie Paulson - chitarra, voce
- Mike Herrera - basso, voce
- Philip Sneed - chitarra
- Travis Barker - batteria
- Monique Powell - voce (8)
- Matt Appleton - corni (2)